# Ernst Winter (Turner)
Ernst Winter (* 30. Oktober 1907 in Frankfurt am Main; † 1943 bei Stalingrad) war ein deutscher Gerätturner. Sein Heimatverein war Eintracht Frankfurt.
Bei den Olympischen Sommerspielen 1936 in Berlin errang er mit der deutschen Mannschaft die Goldmedaille im Mannschaftsmehrkampf. Darüber hinaus wurde er bei den Turn-Weltmeisterschaften 1934 in Budapest Weltmeister am Reck und Dritter im Mannschaftsmehrkampf. Damit war Winter der erste deutsche Turner, der WM-Gold gewinnen konnte. Bei den deutschen Meisterschaften 1931, 1932, 1934 und 1935 sowie beim Deutschen Turnfest 1933 in Stuttgart belegte er jeweils den zweiten Platz im Einzelmehrkampf.
Im Zweiten Weltkrieg führte ihn der Kriegsdienst als Grenadier an die Ostfront, wo er noch am 20. Januar 1943 eine persönliche Nachricht an seine Familie adressierte. Er gilt seit dem Ende der Schlacht von Stalingrad als vermisst; mutmaßlich starb er in Kriegsgefangenschaft.